# Agigea
Agigea (en turc Acıçay, en grec Aghikos) est une municipalité de Roumanie, dans le județ de Constanța.

## Démographie
Lors du recensement de 2011, 90,46 % de la population se déclarent roumains, 6,88 % comme tatars, 1,48 % comme turcs, 0,23 % comme roms, 0,16 % comme lipovènes, 0,14 % aroumains et (0,45 % déclarent appartenir à une autre ethnie et 0,08 % ne déclarent pas d'appartenance ethnique).